# Universiteit van Syktyvkar
De Universiteit van Syktyvkar (Russisch: Сыктывкарский государственный университет) bevindt zich in Syktyvkar, de hoofdstad van de Russische deelrepubliek Komi. De universiteit werd in 1972 gesticht. Inmiddels studeren er zo'n 3500 studenten aan de universiteit en werken er ongeveer 250 mensen. 

## Onderwijs
De universiteit heeft vijf faculteiten:
- Faculteit der Rechtsgeleerdheid
- Faculteit der Letteren
- Faculteit Management en Marketing
- Faculteit Economie en Bedrijfskunde
- Faculteit Bijzonder en Extern onderwijs

Verder zijn er elf afdelingen, waaronder een afdeling Finoegristiek, kunst, biologie en scheikunde en geschiedenis. Er worden op de meeste afdelingen geen colleges in het Engels gegeven.

## Activiteiten
In maart 2009 heeft de universiteit het Sorokin Research Center opgericht om materiaal van Pitirim Sorokin van over de hele wereld te verzamelen, te onderzoeken en te publiceren. Het meeste materiaal komt van de Universiteit van Saskatchewan in Canada.
In 1985 werd het International Finno-Ugric Congress aan de Universiteit van Syktyvkar gehouden. 
In 2013 organiseerde de Universiteit van Syktyvkar mede het 29ste IFUSCO.